# Kapitolinska varginnan
Kapitolinska varginnan (italienska: Lupa capitolina) är en bronsskulptur som är utställd på Kapitolinska museerna i Rom. 
Statyn föreställer en varghona som ammar Romulus och Remus, staden Roms mytiska grundare. Traditionellt har den ansetts vara ett etruskiskt arbete och daterats till omkring 500–470 f.Kr. Dateringen har dock blivit ifrågasatt och flera historiker hävdar att statyn är medeltida.
Det har tidigare antagits att Kapitolinska varginnan är identisk med den vargstaty som på 900-talet var uppställd utanför Lateranpalatset. Uppgiften får dock betraktas som osäker på grund av de nya rönen som sätter tvivelsmål kring statyns datering. Säkert är att påve Sixtus IV donerade vargstatyn 1471 till det då samtidigt inrättade Kapitolinska museerna. Några år senare, omkring år 1500, tillfogades tvillingbarnen som alltså är ett senare arbete, möjligen utfört av skulptören Antonio del Pollaiuolo. 
Det är osäkert om varginnan ursprungligen hade något med legenden om Roms grundade att göra. Enligt legenden sattes Romulus och Remus ut i Tibern av moderns farbror Amulius för att undanröja deras rätt till kungamakten. Tvillingarna räddades av en varginna som ammade dem. Senare dödade de Amulius och grundade staden Rom. 
En kopia av Kapitolinska varginnan, som är staden Roms främsta symbol, står uppställd utanför ingången till stadshuset Palazzo Senatorio på Capitolium. Det finns ett stort antal repliker utställda runt om i världen, bland annat på Millesgården på Lidingö.